# Macário do Egito
Macário do Egito (ca. 300 – 391) foi um monge cristão egípcio e um eremita. Ele também é conhecido como Macário, o Velho, Macário, o Grande e Luz do Deserto.

## Vida
Macário nasceu no Alto Egito. Uma antiga tradição afirma que o seu nascimento ocorreu no vilarejo de Shabsheer (Shanshour), em Al Minufiyah, por volta de 300 d.C. Algum tempo antes de iniciar sua vida ascética, Macário ganhava a vida contrabandeando natrão nas redondezas de Nítria, uma vocação que o ensinou como sobreviver e como viajar através da vastidão desolada da região.
Ainda jovem, Macário foi forçado a se casar contra a sua vontade. Assim, ele fingiu estar doente e pediu aos seus pais a permissão para ir até as regiões selvagens para relaxar. Quando retornou, ele descobriu que sua esposa tinha morrido e, logo em seguida, seus pais também partiram. Macário então distribuiu todo seu dinheiro entre os pobres e necessitados. Admirando suas virtudes, o povo da vila acabou levando-o até o bispo de Ashmoun, que o ordenou padre.
Um tempo depois, uma mulher grávida o acusou de tê-la atacado. Macário não tentou se defender e aceitou a acusação em silêncio. Porém, quando o parto se aproximou, o trabalho de parto ficou muito difícil. Ela não conseguiu dar à luz até que confessou que Macário era inocente. Uma multidão então clamou por sua inocência, mas ele preferiu fugir para o deserto da Nítria (Uádi Natrum) para escapar de todas as glórias do mundo.
Por um breve período, Macário foi banido para uma ilha no Nilo pelo imperador Valente, juntamente com São Macário de Alexandria, por conta de uma disputa sobre o credo de Niceia. Ao retornar, em 13 de Paremhat (4 de abril), eles foram recebidos por uma multidão de monges do deserto da Nítria, alegadamente cinquenta mil, entre os quais São Pichoi e São João Anão.

## Morte e relíquias

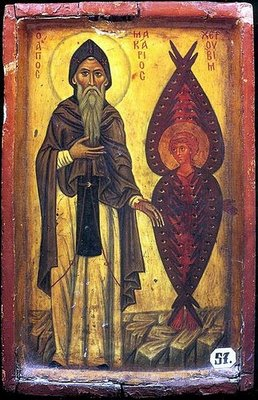
São Macário, o Grande, ao lado de um querubim

Macário morreu no ano de 391. Após sua morte, os nativos da vila de Shabsheer roubaram seu corpo e construíram uma grande igreja para ele na vila. Durante o papado do Papa Miguel V de Alexandria, as relíquias de São Macário foram trazidas de volta ao deserto da Nítria no dia 19 Mesori. Hoje em dia, o corpo de São Macário encontra-se em seu mosteiro, o Mosteiro de São Macário, o Grande, em Escetes, no Egito.

## Legado e o mosteiro
Macário é um santo para a Igreja Católica Romana e para a Igreja Católica Oriental, para a Igreja Ortodoxa e a Igreja Ortodoxa Oriental. São Macário do Egito fundou um mosteiro que ainda hoje tem o seu nome, o Mosteiro de São Macário, o Grande, que vem continuamente sendo habitado por monges desde a sua fundação, no século IV Hoje, ele pertence à Igreja Ortodoxa Copta. Todo o deserto da Nítria é, às vezes, chamado de "Deserto de Macário", pois ele foi o monge pioneiro na região. As ruínas de diversos mosteiros na região quase confirma a tradição local de que os claustros de Macário eram iguais, em número, aos dias do ano.

## Obras
Genádio de Marselha[nota a] (De Viris, 10) reconhece apenas uma carta como sendo genuinamente de Macário, endereçada aos monges mais jovens. Embora cinquenta Homilias espirituais terem sido atribuídas à Macário umas poucas gerações após sua morte, os estudiosos patrísticos modernos estabeleceram que Macário não teria como ser o autor. Exatamente quem o autor delas seria não foi definitivamente estabelecido, embora seja evidente a partir das afirmações contidas neles, o autor seria da Mesopotâmia superior, onde o Império Romano fazia fronteira com o Império Sassânida, e que elas teriam sido escritas antes de 534:p. 165-165
Além das homilias, algumas cartas foram atribuídas a ele. A primeira, chamada "Ad filios Dei", podem de fato serem as cartas genuínas de Macário mencionadas por Genádio, mas as outras provavelmente não são dele. A segunda, chamada "Grande Carta", utilizou a De instituto christiana, de Gregório de Níssa, que foi escrita em ca. 390 O estilo e conteúdo da "Grande Carta" sugere que seu autor é o mesmo mesopotâmio anônimo que escreveu as cinquenta Homilias espirituais:p. 167.

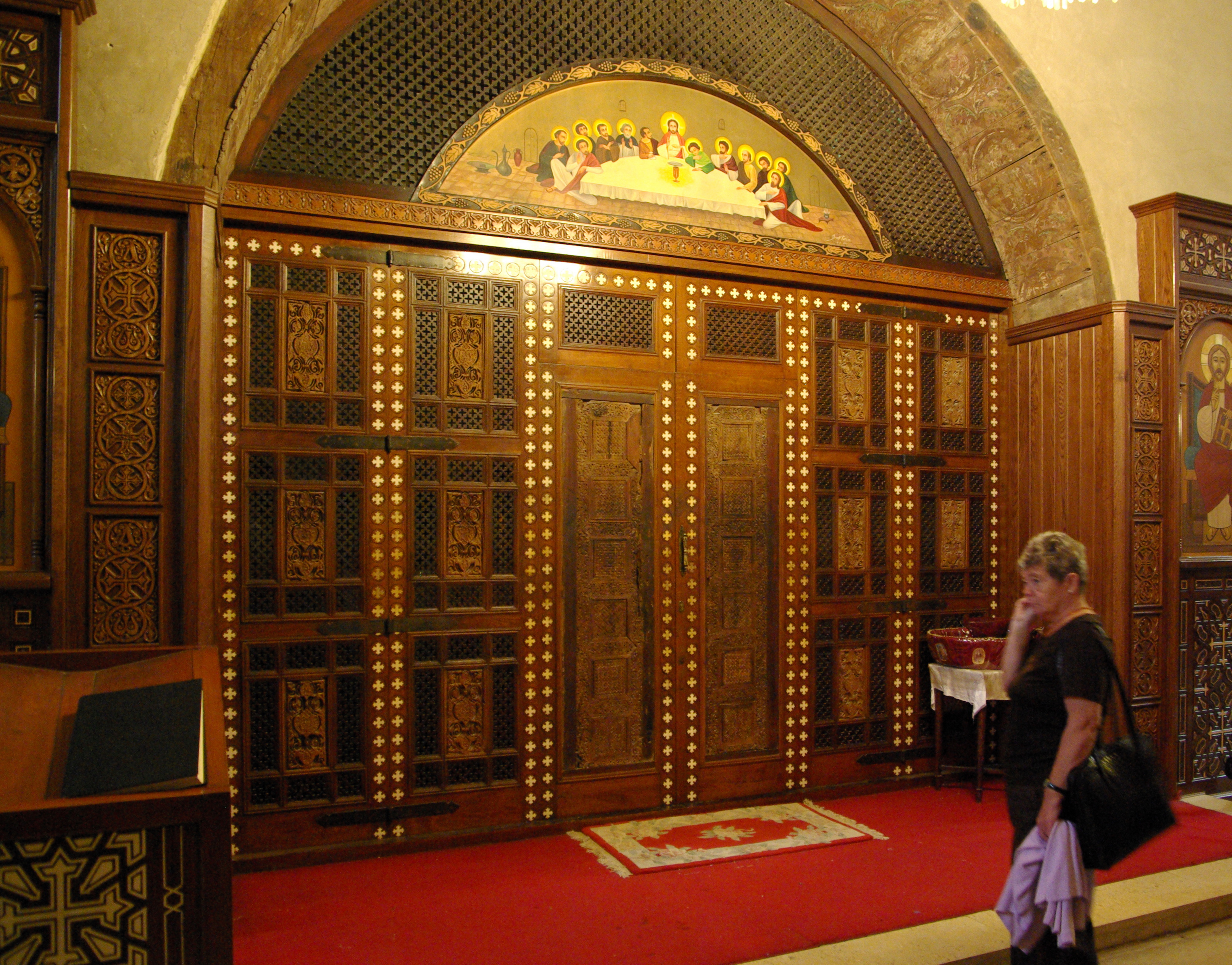
Mosteiro de São Macário.

As chamadas sete Opuscula ascetiva editadas sob seu nome por Petrus Possinus (Paris, 1863) são meramente compilações posteriores de homilias feitas por Simeão Metafrastes (ca. 950). Os ensinamentos de Macário são caracterizados por uma forte ênfase pneumática que inter-relaciona o trabalho de salvação de Jesus Cristo (como o 'Espírito de Cristo') com as obras sobrenaturais do Espírito Santo. Esta iniciativa 'pneumática' nas "Homílias espirituais" é geralmente chamada de mística e, assim, é uma forma de pensamento espiritual que tem encantado os místicos cristãos de todas as eras, ainda que, por outro lado, em sua antropologia e soteriologia, ele frequentemente se aproxime do ponto de vista de Santo Agostinho. Algumas passagens de suas homilias afirmam que toda a depravação do homem, enquanto que outros postulam o livre-arbítrio, mesmo após a queda de Adão, e pressupõem uma tendência à virtude, ou, à maneira semi-pelagianista, atribuem ao homem o poder de obter um certo grau de prontidão para receber a salvação.
O debate sobre os 'presentes extraordinários' do Espírito Santo na era pós-apostólica é dado apoio textual pelas homilias [supostamente] de Macário que defendem uma afirmação destes na forma de curas, visões e exorcismos. As homilias de Macário influenciaram, portanto, os grupos pietistas que vão dos franciscanos espirituais até à prática monástica ortodoxa de John Wesley, e à Cristandade carismática atual.

## Pelagianismo
Macário não era um semi-pelagiano. Ele lutou contra eles, especificamente contra os Messalianos, que argumentavam que, ao lutar contra Satã, alguém poderia atrair a graça divina. Macário foi claro em afirmar que a theosis, ou santificação, era obra do Espírito Santo, que adentrava os crentes no batismo. Sua obra foi a precursora dos escritos de Agostinho, mais populares, contra Pelágio 